# كاسينغا
كاسينغا هي بلدة تقع في إقليم كاسينغا في مقاطعة كاسينغا العليا في جمهورية الكونغو الديمقراطية. تقع جنوب بحيرة مويرو، حوالي 217 كم شمال شرق لوبومباشي، بالقرب من الحدود مع زامبيا.